# Santuario della Madonna della Pace (Massa Martana)
 Il santuario di Santa Maria della Pace è un luogo di culto cattolico, con annesso convento, che sorge a Massa Martana, in provincia di Perugia.

## Storia e culto
Edificata in stile rinascimentale tra l'8 marzo 1521 e il 1589 lungo il tracciato dell'antica via Flaminia, la chiesa di Santa Maria della Pace, custodisce un affresco  che raffigura l’immagine sacra della Vergine che allatta il Bambino tra Giovanni Battista e San Giacomo , opera del pittore Bartolomeo da Miranda, databile alla metà del 1400 e di scuola tardo gotica.

Dal momento stesso della sua edificazione la chiesa è stata affidata ai padri Francescani del Terzo ordine regolare di San Francesco, già presenti nel territorio e già residenti nel vicino convento di Sant'Antonio di Busseto.

## Interno
La chiesa si presenta a pianta ottagonale, all'interno è una complessa struttura ideata nel 1600 dal pittore Andrea Polinori di Todi. Nel 1630 terminarono i lavori della cappella maggiore, per i quali venne aperto un lato dell’ottagono che forma la pianta della chiesa, e il coro.
Tra le numerose opere d’arte conservate all’interno della chiesa figurano le tele del pittore Palminio Alvi (San Carlo Borromeo in adorazione del Crocifisso, del 1612, sul retro dell'altare, di fronte al coro; San Francesco che consegna la cintola al Terzo Ordine, del 1613, nel secondo altare destro), un San Francesco in preghiera davanti ad un teschio attribuito a Pietro Paolo Sensini e una Vergine in preghiera dello stile di Andrea Barbiani.

## Cupola
La cupola che sostituiva un tetto a spiovento e che nel 1623 venne a sua volta sostituita da un tiburio, decorato con affreschi disposti per fasce concentriche, che si sviluppano dal basso verso l’alto ed illustrano le Storie dell'Antico e del Nuovo Testamento, dalla Creazione di Adamo al Cristo giudice, opera di Giovanni Antonio Polinori realizzata tra il 1647 ed il 1649. Completano la decorazione le figure degli apostoli, di alcuni santi e, più in alto, una nutrita schiera di angeli musicanti, mentre, dalla sommità della cupola, sembrano affacciarsi cherubini e serafini. Le figure, di notevole risalto plastico, sono rappresentate con grande varietà di pose, gesti ed espressioni e la stessa gamma cromatica, recuperata nei suoi toni originali da un recente restauro, è molto ricercata e vivace. Di grande fascino è anche l’effetto d’illusionismo spaziale, con quinte architettoniche e brani di paesaggio che sembrano realmente superare artisticamente i confini imposti dalla cupola.

## Convento

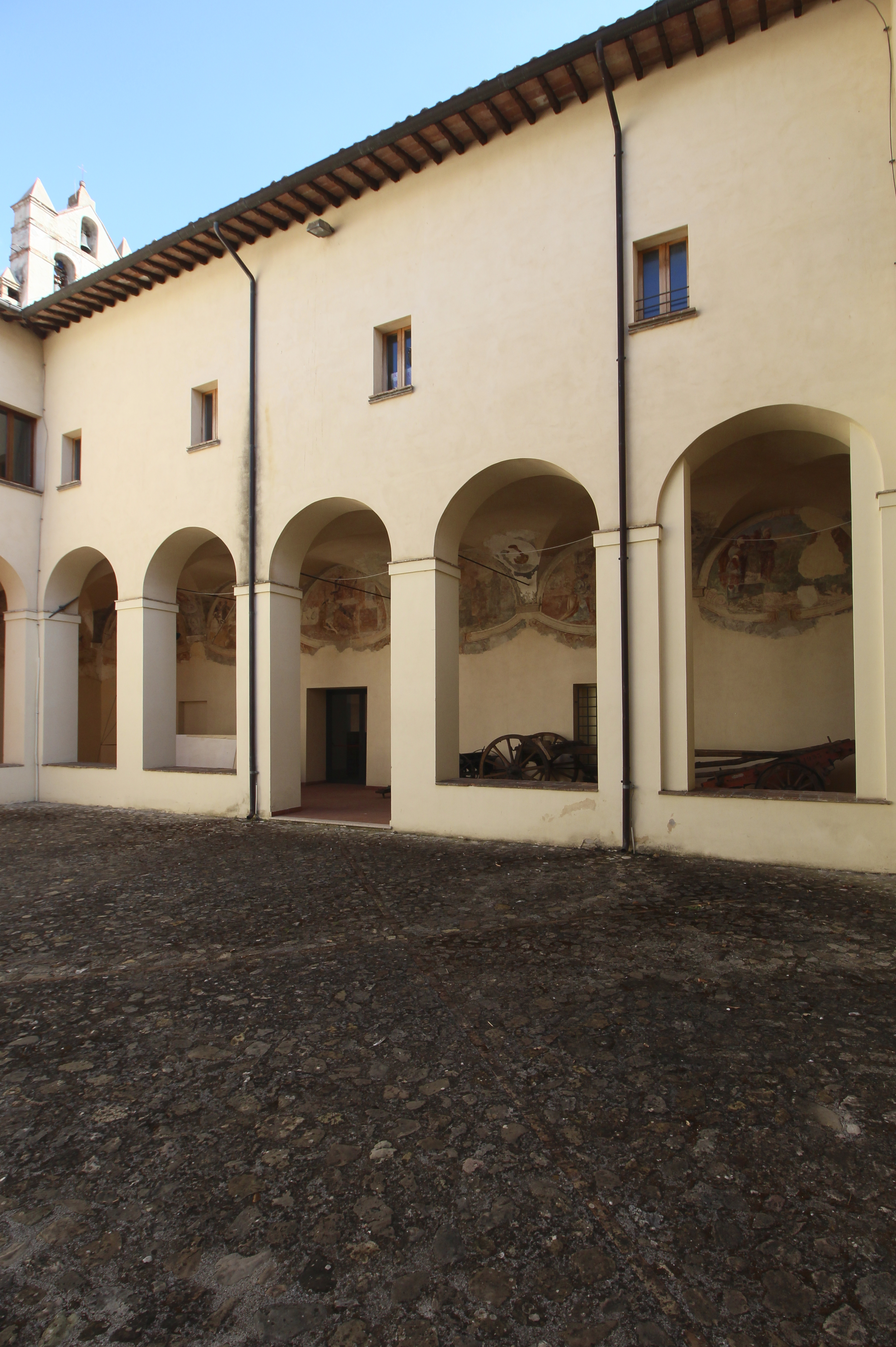
Il chiostro

Negli stessi anni frattempo i frati avviarono la costruzione del convento (1604-1647), oggi sede della Biblioteca e dell’Archivio storico del Comune. La biblioteca, comunale, è attualmente inserita nella rete bibliotecaria comunale dell'Unione dei Comuni "Terre dell'Olio e del Sagrantino".
“I paliotti che decorano gli altari laterali, sono stati realizzati con una tecnica molto originale, la scagliola, in voga soprattutto nel 1700. Si tratta di un tipo di manufatti, particolarmente interessanti e alquanto rari in Umbria:  realizzati con un impasto “speciale”, ottenuto da un minerale - la selenite- che allo stato puro si presenta sotto forma di lamelle o scaglie, (da qui il nome “scagliola”). Definita “il marmo dei poveri”, veniva usata per simulare la tarsia marmorea: era usata soprattutto per la realizzazione di paliotti da porre sugli altari delle chiese, in quanto il risultato era di grande effetto scenico. Moltissimi sono gli spunti creativi in questi lavori, come dimostra anche il caso di Massa Martana: la varietà e l'accostamento dei colori, così come il tripudio di dettagli (arabeschi, fiori, e uccellini di ogni tipo) contribuivano al trionfo dell’arte cristiana; paliotti identici nella fattura e nelle decorazioni si trovano nella Chiesa di San Francesco a Giano dell’Umbria"